# Ed Bartels
Edward John "Ed" Bartels (Nueva York, Nueva York; 8 de octubre de 1925-Killingworth, Connecticut; 4 de noviembre de 2007) fue un jugador de baloncesto estadounidense que disputó dos temporadas en la NBA, desarrollando el resto de su carrera en la CBA. Con 1,96 metros de estatura, jugaba en la posición de alero.

## Trayectoria deportiva

### Universidad
Su trayectoria universitaria transcurrió en los Wolfpack de la Universidad Estatal de Carolina del Norte, siendo elegido en 1948 en el mejor quinteto de la Southern Conference, tras promediar 8,6 puntos, mientras que el año anterior lo fue en el segundo equipo, promediando 8,5 puntos por partido.

### Profesional
Comenzó su andadura profesional con los Denver Nuggets de la NBA, donde jugó 13 partidos en los que promedió 4,5 puntos y 1,5 asistencias por partido. Tras ser despedido, fichó por los New York Knicks, donde únicamente disputarís dos partidos.
Al año siguiente fichó por los Washington Capitols, disputando 17 encuentros en los que promedió 4,2 puntos y 4,9 rebotes. El resto de su carrera transcurrió en diferentes equipos de la CBA.

## Estadísticas de su carrera en la NBA

### Temporada regular
| Temporada | Edad | Equipo              | Liga | P  | TIT | MIN | TC  | TCA | %TC  | 3P | 3PA | %3P | TL  | TLA | %TL  | R.OF. | R.DEF. | REB | ASIS | ROB | TAP | PER | FP  | PTS |
| 1949-50   | 24   | TOTAL               | NBA  | 15 |     |     | 1.5 | 5.7 | .256 |    |     |     | 1.3 | 2.3 | .559 |       |        |     | 1.3  |     |     |     | 1.9 | 4.2 |
| 1949-50   | 24   | Denver Nuggets      | NBA  | 13 |     |     | 1.6 | 6.3 | .256 |    |     |     | 1.3 | 2.4 | .548 |       |        |     | 1.5  |     |     |     | 2.1 | 4.5 |
| 1949-50   | 24   | New York Knicks     | NBA  | 2  |     |     | 0.5 | 2.0 | .250 |    |     |     | 1.0 | 1.5 | .667 |       |        |     | 0.0  |     |     |     | 1.0 | 2.0 |
| 1950-51   | 25   | Washington Capitols | NBA  | 17 |     |     | 1.4 | 5.7 | .247 |    |     |     | 1.4 | 2.7 | .522 |       |        | 4.9 | 0.7  |     |     |     | 3.2 | 4.2 |
| Total     |      |                     | NBA  | 32 |     |     | 1.4 | 5.7 | .251 |    |     |     | 1.3 | 2.5 | .538 |       |        | 4.9 | 1.0  |     |     |     | 2.6 | 4.2 |